# Meraner Zeitung

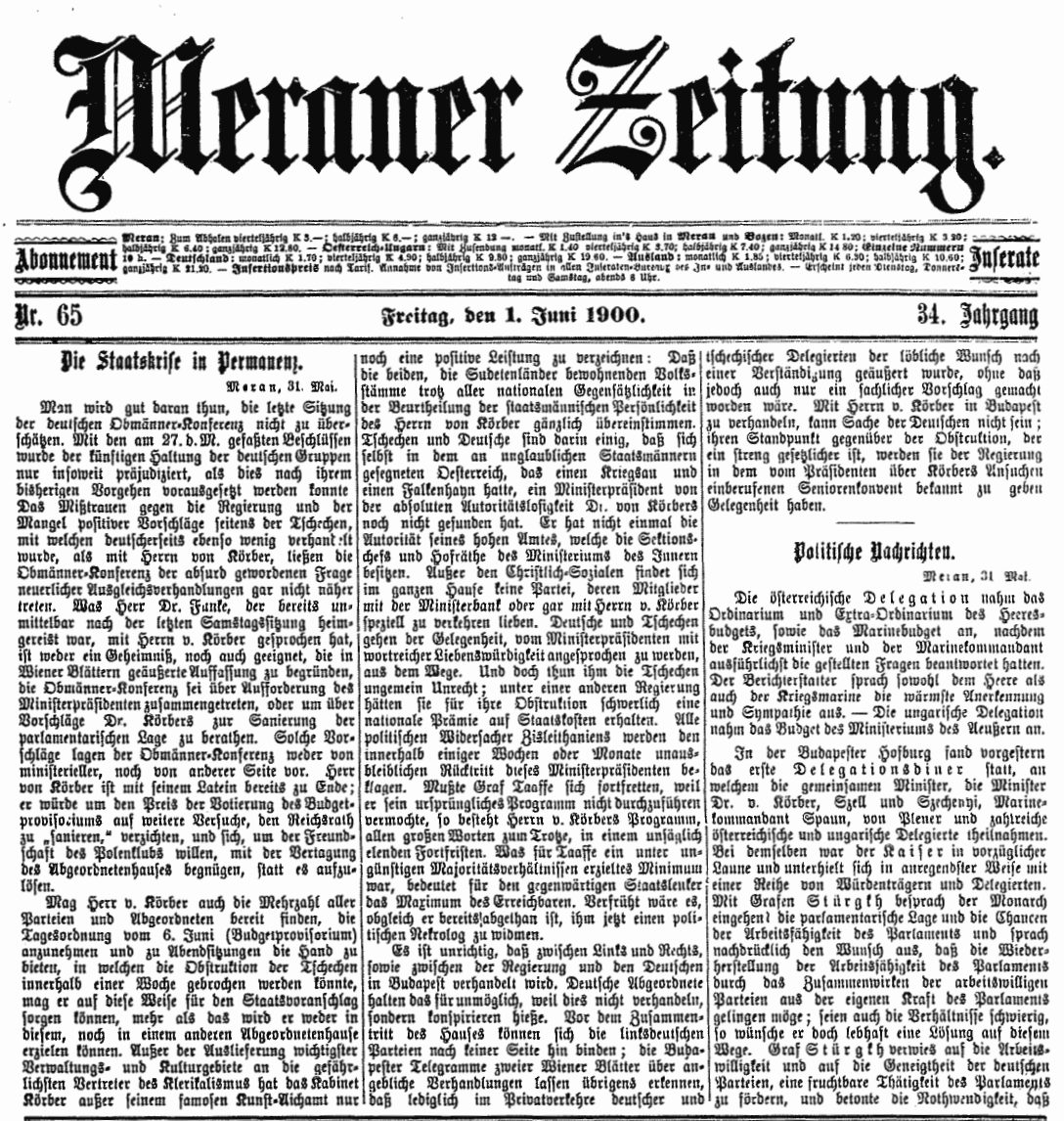
Ausgabe der Meraner Zeitung vom 1. Juni 1900

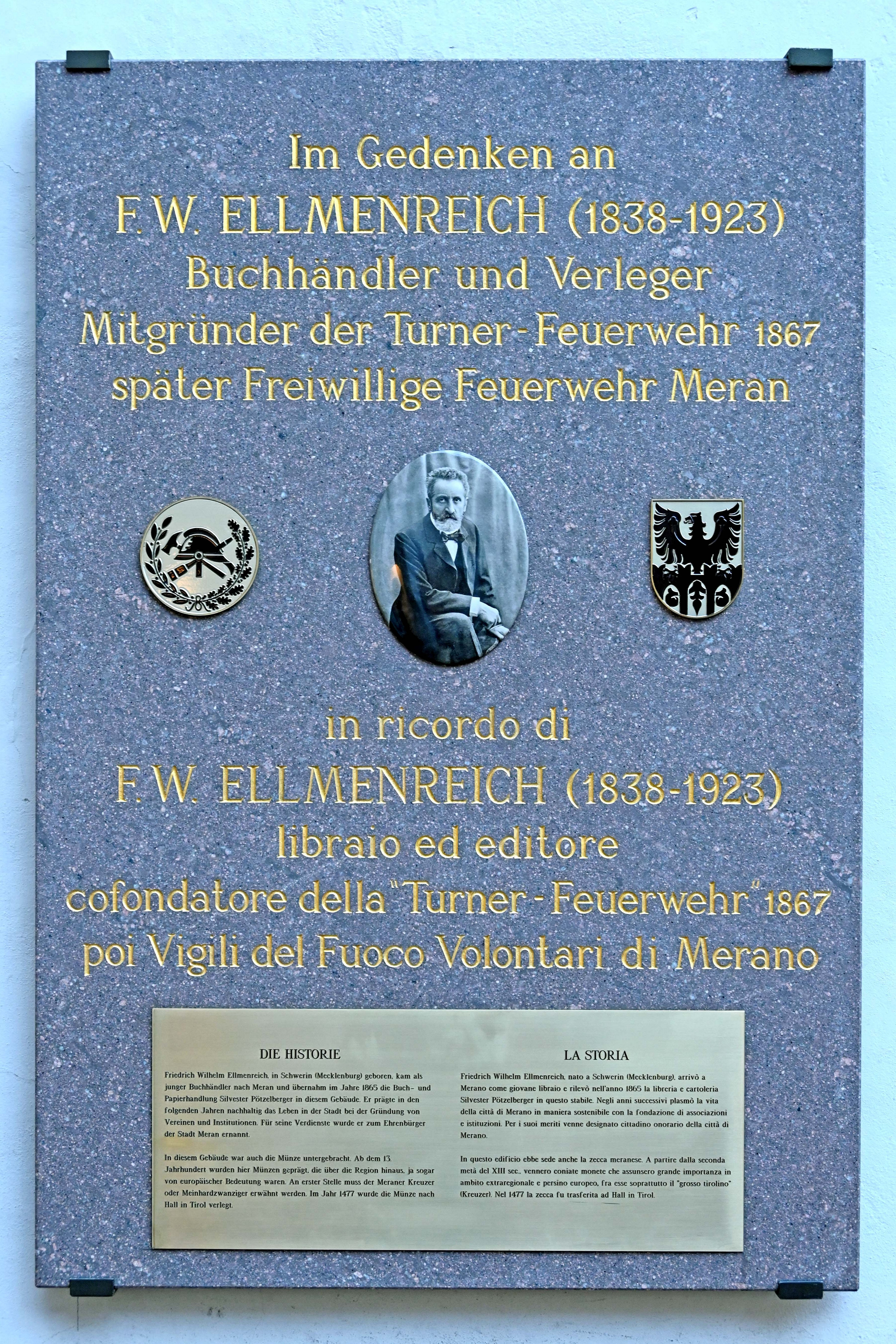
Meran, Gedenktafel, Friedrich Wilhelm Ellmenreich

Die Meraner Zeitung war eine deutschsprachige Zeitung, die zwischen Januar 1867 und Februar 1926 in Meran mehrmals wöchentlich erschien. Herausgeber war ab 1865 die Meraner Buchhandlung S. Pötzelberger, die von Friedrich Wilhelm Ellmenreich geführt wurde.
Der Untertitel der Zeitung lautete Wochenblatt für Stadt und Land. In den 1880er Jahren verlieh der aus Wien stammende Redakteur Anton Edlinger dem bis dahin politisch nicht eindeutig verortbaren Blatt ein eindeutigeres Profil. Mit ihrem nun stärker freiheitlich-liberalen Tonfall erhöhte die Zeitung die Abonnentenzahl merklich und erschien ab 1892 drei- statt wie bisher zweimal wöchentlich.
Unter Edlingers Nachfolgern Franz Hoffmann und Albert Ellmenreich machte sich verstärkt eine patriotisch-deutschnationale und antiklerikale Orientierung des Periodikums bemerkbar. Ab 1883 erschien als katholisch-konservatives Konkurrenzblatt Der Burggräfler.
Mit der Niederlage Österreich-Ungarns im Ersten Weltkrieg und der Annexion Südtirols durch Italien änderten sich die Bedingungen für das Südtiroler Pressewesen grundlegend. Nach der faschistischen Machtergreifung Ende 1922 bemühte sich die Meraner Zeitung um Anpassung an die neuen Machtverhältnisse, wurde aber im Februar 1926 im Zuge der Kampagne gegen die nicht-italienischsprachige Presse eingestellt. Ellmenreich wechselte daraufhin zur regimenahen Alpenzeitung.